# Paraphalangodus synacanthus
Genre
Espèce
Paraphalangodus synacanthus, unique représentant du genre Paraphalangodus, est une espèce d'opilions laniatores à l'appartenance familiale incertaine.

## Distribution
Cette espèce est endémique du département de Tolima en Colombie. Elle se rencontre sur le Páramo del Tolima.

## Description
Le mâle holotype mesure 7,5 mm.

## Publication originale
- Roewer, 1915 : « 106 neue Opilioniden. » Archiv für Naturgeschichte, vol. 81, no 3, p. 1–152 (texte intégral).